# Nuno de Cunha da Ataíde
Nuno de Cunha da Ataíde (ur. 8 grudnia 1664, zm. 14 grudnia 1750) – portugalski kardynał.

## Życiorys
Urodził się w Lizbonie, w rodzinie seniorów Povolide. Studiował prawo na uniwersytecie w Coimbrze, uzyskując tytuł licencjata. Przyjął święcenia kapłańskie i został kanonikiem kapituł diecezjalnych w Coimbrze i Lizbonie. Należał do grona doradców króla Piotra II (1667–1706). Sprawował też urząd inkwizytora trybunału w Lizbonie.
W 1704 był rekomendowany na stanowisko biskupa Elvas, ale odmówił przyjęcia tej promocji. 14 grudnia 1705 został mianowany tytularnym biskupem Targa i przyjął sakrę biskupią w dniu 14 marca 1706. Zachował pozycję na dworze królewskim także po śmierci Piotra II, gdyż nowy król Jan V (1706–1750) również zaliczył go do grona swych bliskich doradców. 30 lipca 1707 otrzymał nominację na generalnego inkwizytora Portugalii i zwierzchnika inkwizycji portugalskiej, którym pozostał aż do śmierci.
Na konsystorzu 18 maja 1712 papież Klemens XI mianował go kardynałem. Po jego śmierci (19 marca 1721) Nuno de Cunha da Ataíde udał się do Rzymu, ale przybył już po zakończeniu obrad konklawe 1721. Nowy papież Innocenty XIII przyjął go i na konsystorzu 16 czerwca 1721 nadał mu kościół tytularny S. Anastasiae.
Kardynał Nuno de Cunha da Ataíde zmarł 14 grudnia 1750 w Lizbonie w wieku 86 lat i został pochowany w miejscowym kościele dominikanów.